# Rhopalonematidae
Famille
Rhopalonematidae est une famille de l'ordre Trachymedusae (Méduses).

## Liste d'espèces
La famille Rhopalonematidae comprend les genres suivants :
Selon World Register of Marine Species (31 mars 2016) :
- genre Aglantha Haeckel, 1879
- genre Aglaura Péron & Lesueur, 1810
- genre Amphogona Browne, 1905
- genre Arctapodema Dall, 1907
- genre Benthocodon Larson & Harbison, 1990
- genre Colobonema Vanhöffen, 1902
- genre Crossota Vanhöffen, 1902
- genre Pantachogon Maas, 1893
- genre Persa McCrady, 1859
- genre Ransonia Kramp, 1947
- genre Rhopalonema Gegenbaur, 1857
- genre Sminthea Gegenbaur, 1857
- genre Stauraglaura Haeckel, 1879
- genre Tetrorchis Bigelow, 1909
- genre Vampyrocrossota Thuesen, 1993
- genre Voragonema Naumov, 1971

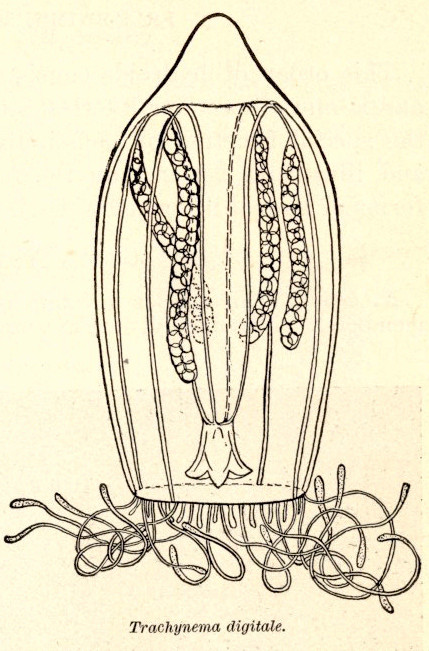
Aglantha digitale
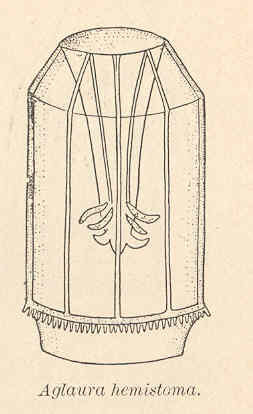
Aglaura hemistoma
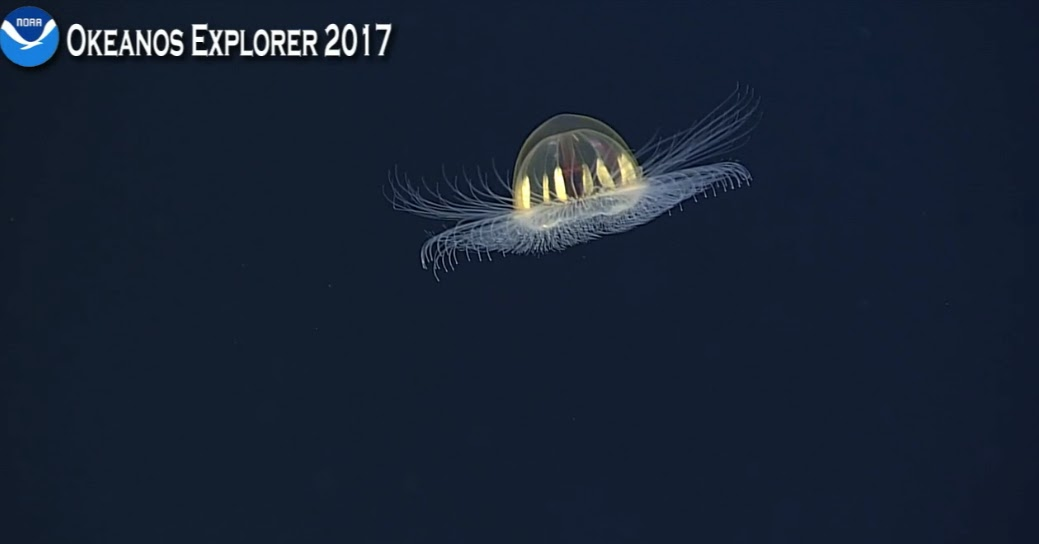
Benthocodon hyalinus
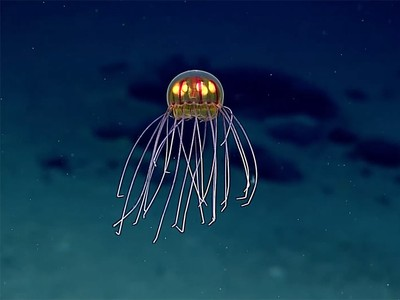
Crossota sp.
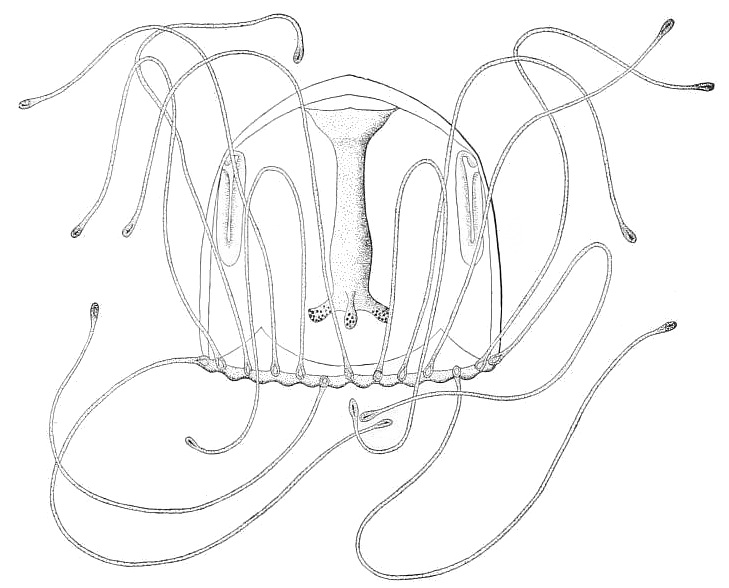
Persa incolorata
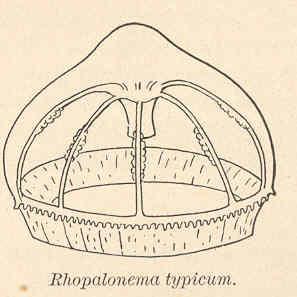
Rhopalonema typicum